# Рас-Шукейр – Хургада
Рас-Шукейр – Хургада – газопровід у червономорському регіоні Єгипту, який живить район курортного міста Хургада.
У 1980-х роках в Єгипті спорудили газопровід Рас-Шукейр – Суец, що дозволило залучити до господарського використання попутний нафтовий газ місцевих родовищ. За два десятиліття провідну роль у забезпеченні блакитним паливом споживачів північного сходу країни перебрали на себе родовища, виявлені у Середземному морі, як наслідок, виникла можливість виділити ресурс для газифікації курортного регіону Хургади.
Вихідний пункт нового газопроводу облаштували на ділянці початковій ділянці системи Рас-Шукейр – Суец, яка виконана в діаметрі 400 мм. Хоча трубопровід на Хургаду має діаметр 600 мм, він може отримувати живлення не лише зі сторони газопереробного заводу Рас-Шукейр, але і з північного напрямку за умови реверсування потоку, а також від газопереробного заводу Зейт-Бей. Довжина газопроводу Рас-Шукейр – Хургада становить становить 127 (за іншими даними – 135) км, пропускна здатність – 6,5 млн м3 на добу.
Газопровід став до ладу в 2007 році. Великим споживачем доправленого по ньому блакитного палива є ТЕС Хургада, на якій у 2016-му запустили нову чергу, що збільшила потужність станції утричі.
Наприкінці 2010-х анонсували проект подовження лінії від Хургади до розташованого південніше курорту Сафага. Цей відтинок матиме такий же діаметр 600 мм та довжину 39 км.